# 顺德水道
顺德水道，位于中华人民共和国广东省佛山市境内，北起佛山市南海区西樵镇大岸村东南，上接东平水道和南沙涌来水，蜿蜒向东南，于乐从镇杨滘村进入顺德区境，在杨滘以下12千米处的三漕口，右岸有甘竹溪分流入顺德支流水道，再向下游17千米左岸西海口有潭州水道汇入，继续向东，过西海大桥，抵达广州市番禺区沙湾镇的紫坭岛，分为三支，左岸分流出陈村水道，向东为沙湾水道，右岸分出李家沙水道。顺德水道自上而下建有西樵大桥（363省道）、北江大桥（佛开高速公路）、龙江二桥（325国道）、龙江大桥、黄龙特大桥（佛山一环）、三洪奇大桥（105国道）、顺德水道大桥（佛山地铁3号线）、西海大桥等桥梁。
另佛山航道局介绍的和大部分地图上标注的顺德水道则从佛山禅城区南庄镇紫洞村算起，止于广州市番禺区榄核镇张松村以北的火烧头，全长50千米。
水道是佛山和广州的重要水源地，沿岸建有众多水厂。流域内工业发达，土地肥沃，是典型的珠江三角洲鱼米之乡。